# Charles Townshend, II visconte Townshend
Charles Townshend II visconte Townshend (Norfolk, 18 aprile 1674 – Norfolk, 21 giugno 1738) è stato un nobile britannico, fratellastro di Robert Walpole.

## Biografia
Era il figlio di Horatio Townshend, III Baronetto, che fu creato barone Townshend (1661) e visconte Townshend (1682). Nacque a Raynham Hall. Studiò a Eton College e al King's College, Cambridge.

### Carriera
Aveva simpatie Tory quando prese il suo posto alla Camera dei lord, ma le sue opinioni cambiarono e cominciò a prendere parte attiva nella politica dei Whig. Per alcuni anni, dopo l'ascesa di Anna di Gran Bretagna, rimase senza ufficio, ma nel novembre 1708 è stato nominato capitano delle guardie dello Yeomen, avendo nell'anno precedente stato convocato al Consiglio privato. Fu ambasciatore straordinario e plenipotenziario degli Stati Generali (1709-1711), prendendo parte ai negoziati che hanno preceduto la conclusione del trattato di Utrecht.

### Segretario di Stato
Dopo il suo ritorno in Inghilterra è stato attivamente occupato al realizzazione del nuovo ministero Tory. Conquistò rapidamente il favore di Giorgio I, e nel settembre 1714, il nuovo re lo nominò Segretario di Stato per il Dipartimento del Nord. La sua politica e dei suoi colleghi, dopo aver schiacciato il movimento giacobita del 1715, sia in patria che all'estero, fu una politica di pace. Interferì nella guerra tra la Svezia e la Danimarca al fianco della Francia e dell'imperatore.
Nonostante questi successi, l'influenza dei Whig fu gradualmente minata dagli intrighi di Charles Spencer, III conte di Sunderland e dal malcontento dei favoriti del re. Nel dicembre 1716 venne nominato Lord Luogotenente d'Irlanda, carica che mantenne fino al mese di aprile.
All'inizio del 1720 ci fu una riconciliazione parziale tra Stanhope e Townshend, rimanendo al potere per tutto il regno di Giorgio I.
Dopo una discussione con Walpole si allontanò dalla vita politica e decise di occuparsi delle sue proprietà terriere, maggiormente composte di brughiere e paludi. Il suo più grande contributo fu l'elaborazione di una migliore rotazione delle colture, cioè la messa a dimora di colture di rape, orzo, trifoglio e grano negli anni successivi, in modo che non vi fossero più campi incolti, come in passato. È così riuscito a trasformare ettari di brughiera in ricchi campi di grano e convertire le paludi in produttive terre di mais.

## Matrimoni

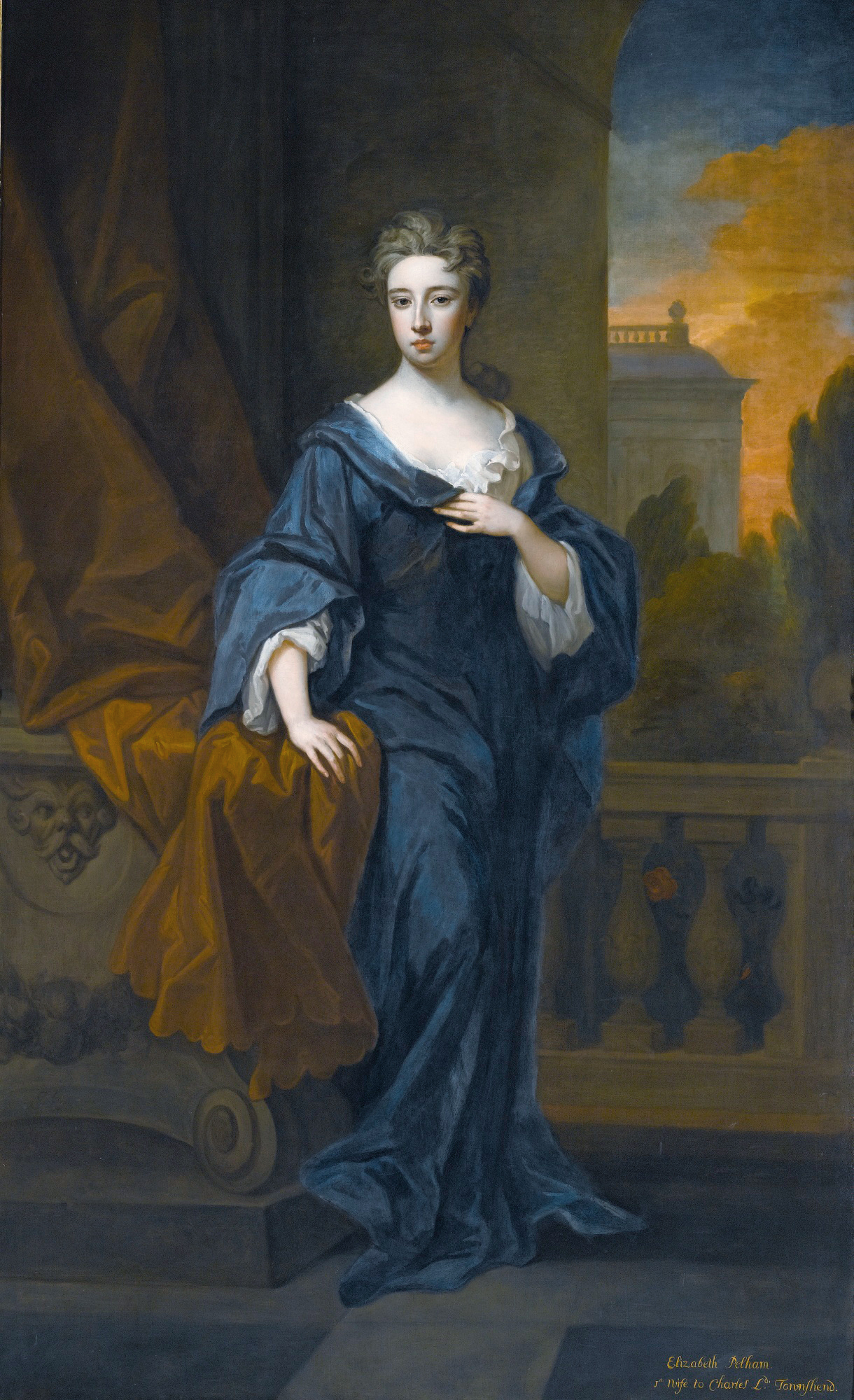
Ritratto di Elizabeth Pelham, di Godfrey Kneller, 1690.

### Primo Matrimonio
Sposò, il 3 luglio 1698, Elizabeth Pelham (1681-11 maggio 1711), figlia di Thomas Pelham, I barone di Laughton. Ebbero cinque figli:
- Lady Elizabeth (?-1º dicembre 1785), sposò Charles Cornwallis, I conte Cornwallis, ebbero sette figli;
- Charles Townshend, III visconte Townshend (11 luglio 1700-12 marzo 1764);
- Sir Thomas (2 giugno 1701-21 maggio 1780), sposò Albinia Selwyn, ebbero due figli;
- Sir William (1702-29 gennaio 1738), sposò Henrietta Powlett, ebbero un figlio;
- Sir Roger (5 giugno 1708-7 agosto 1760).

### Secondo Matrimonio

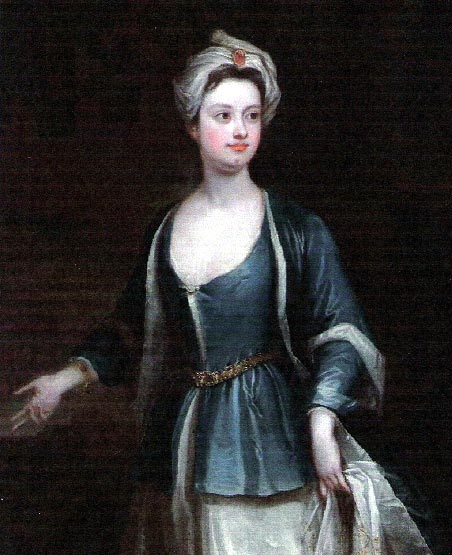
Ritratto di Lady Dorothy Walpole, di Charles Jervas, 1805.

Sposò, il 25 luglio 1713, Dorothy Walpole (1686-1726), sorella di Robert Walpole. Ebbero sette figli:
- Sir George (1715-1769);
- Sir August (1716-1746);
- Sir Horatio (1718-1764);
- Sir Edward (25 ottobre 1719-27 gennaio 1765), sposò Mary Price, ebbero tre figli;
- Richard (1721);
- Lady Dorothy (1722-1779), sposò Spencer Cowper, non ebbero figli;
- Lady Mary, sposò Edward Cornwallis, non ebbero figli.

## Morte
Morì il 21 giugno 1738.